# 성 요한 전야제
《성 요한 전야제》(러시아어: Ве́чер накану́не Ива́на Купа́ла 베체르 나카누네 이바나 쿠팔라[*]) 또는 《이반 쿠팔라 전야제》는 니콜라이 고골이 집필한 단편 소설이다. 1830년 집필하여 익명으로 《조국 수기》(러시아어: Отечественные записки 오테체스트벤니예 자피스키[*])에 동년 출판되었으며 이후 1831년 《디칸카 근교 마을의 야회》 1부에 실렸다.

## 참고 문헌
- 니콜라이 고골 (2021년 11월 15일). 《디칸카 근교 마을의 야회》. 번역 이경완. 을유문화사. ISBN 9788932405094.
- 이기주 (2019년 1월). “고골과 동슬라브 신화 - 「이반 쿠팔라 전야」를 중심으로”. 《러시아어문학연구논집》 (한국러시아문학회) (66): 7-27.